# Polytop
| En pentagon, eller femkant, exempel på en polygon som är en tvådimensionell polytop. | En hexaeder, eller kub, exempel på en polyeder som är en tredimensionell polytop. |
| En ikosidodekaeder är ett annat exempel på en polyeder.                              | Projicering i två dimensioner av en tesserakt, en fyrdimensionell polytop.        |

En polytop är en geometrisk figur med platta sidor, i ett godtyckligt antal dimensioner. En polygon är en polytop i två dimensioner och en polyeder är en polytop i tre dimensioner. I vissa teorier förekommer även polytoper med oändligt antal sidor (apeirotoper (3D) och tessellationer (2D)) samt abstrakta polytoper.